# Hrabstwo Davidson (Karolina Północna)
Hrabstwo Davidson (ang. Davidson County) – hrabstwo w stanie Karolina Północna w Stanach Zjednoczonych.

## Geografia
Według spisu z 2000 roku obszar całkowity hrabstwa obejmuje powierzchnię 567 mil2 (1468,52 km²), z czego 552 mile2 (1429,67 km²) stanowią lądy, a 15 mil2 (38,85 km²) stanowią wody. Według szacunków United States Census Bureau w roku 2012 miało 163 260 mieszkańców. Jego siedzibą administracyjną jest Lexington.

### Miasta
- Denton
- Midway
- Lexington
- Thomasville
- Wallburg

### CDP
- Southmont
- Tyro
- Welcome